# Ratečevo Brdo
Ratečevo Brdo je naselje v Občini Ilirska Bistrica.